# 黑肋蜑螺
黑肋蜑螺（学名：Nerita costata），是原始腹足目蜑螺科蜑螺属的一种。主要分布于马来西亚、印度尼西亚、中国大陆、台湾，常栖息在岩礁、潮上带和潮间带。